# Joel Cáceres
Joel Fernando Cáceres Álvarez (Barquisimeto, Estado Lara, Venezuela; 15 de febrero de 1993) es un futbolista venezolano que juega como defensa en el Portuguesa Fútbol Club de la Primera División de Venezuela.

## Clubes

### Profesional
| Club                   | País      | Año            | Partidos | Goles |
| ---------------------- | --------- | -------------- | -------- | ----- |
| ACD Lara               | Venezuela | 2009 - 2015    | 96       | 6     |
| Portuguesa Fútbol Club | Venezuela | 2015- Presente | 25       | 1     |

## Palmarés
| Título           | Club     | País      | Año       |
| ---------------- | -------- | --------- | --------- |
| Primera División | ACD Lara | Venezuela | 2011-2012 |